# Eric Curbelo
Eric Curbelo de la Fe (nascut el 14 de gener de 1994) és un futbolista professional canari que juga a l'Sporting de Gijón. Principalment central, també pot jugar com a lateral dret.

## Carrera
Nascut a Santa Brígida, Las Palmas, Illes Canàries, Curbelo va acabar la seva formació amb la UD Telde, debutant a la sènior durant la temporada 2013-14, a Tercera Divisió. El 20 d'agost de 2015, va signar un contracte amb la SD Leioa de Segona Divisió B, però va rescindir el seu vincle al desembre després de ser utilitzat poques vegades.
El 28 de desembre de 2015, Curbelo es va incorporar a la UD Las Palmas, club al qual ja representava com a juvenil, i va ser destinat al filial de la quarta divisió. El 2 de gener de 2019 va ascendir definitivament a la plantilla principal de Segona Divisió.
Curbelo va fer el seu debut professional el 7 de gener de 2019, començant com a lateral dret en un empat 0-0 fora de casa contra el CF Rayo Majadahonda.
Curbelo es va establir com a titular dels Amarillos a la temporada 2019-20, i va renovar el seu contracte fins al 2024 el 14 de juny de 2022. Va marcar dos gols en 35 aparicions durant la campanya 2022-23, aconseguint l'ascens a La Liga.
Curbelo va fer el seu debut en el primer nivell el 27 de setembre de 2023, començant com a titular en una derrota a domicili per 2-0 davant el Reial Madrid. El 30 de juny següent, després d'una altra aparició a la Lliga a la la temporada, va marxar quan el seu contracte expirava.

### Sporting de Gijón
El 10 de juliol de 2024, l'agent lliure Curbelo va signar un contracte de dos anys amb l'Sporting de Gijón a la segona divisió.